# Gerhard Reincke
Gerhard Reincke (* 29. August 1906 in Breslau; † 26. Februar 1984) war ein deutscher Bibliothekar.

## Leben
Gerhard Reincke besuchte ab 1916 das Realgymnasium Lichterfelde und ab 1918 das Gymnasium Steglitz. 1924 begann er an der Universität Berlin das Studium der Klassischen Philologie, Klassischen Archäologie und Philosophie, wechselte nach zwei Semestern nach Tübingen und kehrte nach zwei Semestern 1926 nach Berlin zurück. Dort wurde er 1929 bei Eduard Norden promoviert. 
Nach einem Volontariat an der Universitätsbibliothek Berlin 1931 und der Staatsbibliothek 1932 und der Fachprüfung zum Bibliothekar wurde er 1933 außerplanmäßiger Bibliothekar an der Staatsbibliothek zu Berlin, 1935 planmäßiger Bibliothekar und 1935 Bibliotheksrat. Von 1946 bis 1951 war er Direktor der Erwerbungsabteilung der Öffentlichen Wissenschaftlichen Bibliothek, der Nachfolgeeinrichtung der Staatsbibliothek in Ostberlin. Hier organisierte er die Pflichtexemplarablieferung und die Tauschbeziehungen nach dem Krieg neu. 
1953/54 war er kommissarisch Leiter der Bibliothek der Abteilung Rom des Deutschen Archäologischen Instituts. 
Von 1954 bis zu seinem Ruhestand 1971 war er stellvertretender Leiter der Universitätsbibliothek Freiburg, ab 1958 als Oberbibliotheksrat, ab 1970 als Bibliotheksdirektor. 1971 trat er in den Ruhestand.
Von 1947 bis 1975 bearbeitete er nebenamtlich für das Deutsche Archäologische Institut die Archäologische Bibliographie.
Reincke war korrespondierendes Mitglied des Deutschen Archäologischen Instituts sowie Mitglied der Archäologischen Gesellschaft zu Berlin.

## Veröffentlichungen (Auswahl)
- De tripartita carminum Horatianorum structura. Dissertation Berlin 1929 (mit Lebenslauf).
- Untersuchungen zum antiken Bibliothekswesen. Berlin 1933.
- Gutachten über die Lage der Institutsbibliotheken und ihr Verhältnis zu den Universitäts- und Hochschulbibliotheken. Deutsche Forschungsgemeinschaft, Bonn 1953.